# Сарт-калмыки
Сарт-калмыки, калмаки (кирг. Сарт-калмактар) — малочисленный народ Кыргызстана, ойратского происхождения. Проживают в основном на востоке Иссык-Кульской области. Несмотря на культурное и языковое влияние киргизов считаются отдельной этнической группой. Кроме них в Кыргызстане проживают калмаки, калмак-киргизы, считающиеся родовыми группами собственно киргизов.

## Численность
Перепись населения Кыргызстана 1999 года учла 5824 калмака, что составило порядка 5 % от численности калмыков в мире, если причислять к ним калмаков. По данным переписи за 2009 года было учтено 3800 калмаков.  В ряде источников их численность оценивается в пределах от 12 тыс. до 20 тыс. человек.
По учëтным книгам сельских советов численность населения четырёх сёл Челпек, Бурмасу, Ташкия и Бору Баш (где до 90 % населения составляют сарт-калмаки) насчитывает около 12 тыс. человек. По данным переписи населения 2009 года калмаков в Иссык-Кульской области насчитывалось 3801 чел., в 1999 году — 5314 чел., а в 1989 году — 4593 человека. Такое несоответствие объясняется тем, что большинство калмаков в паспортах записаны киргизами.

## Этноним
У ойратов Кыргызстана в настоящее время бытует несколько эндо- и экзоэтнонимов. Наиболее часто встречаемым самоназванием являются «калмак», «сарт-калмак» и «ойрат». Старики помнят ещё один вариант этнонима — «хотун-халмг». Согласно Н. Л. Жуковской, этноним «сарт-калмак» закрепляется за ойратской группой, самоназванием которой было «кара-калмаки», в конце XIX века. С. Н. Абашин отмечает, что группа «калмык» появляется в этнографической номенклатуре Ферганской долины в 1909 году. Он приводит сведения о том, что большую часть калмыков, оставшихся после присоединения к киргизам и узбекам, перевели в категорию «сарт-калмыков» на фоне проведенного в Средней Азии в 1924 году национально-государственного размежевания.
Соседние народы в лице киргизов, уйгуров, дунган, русских используют в основном один термин — «калмак/калмык». Слово «калмак/калмык» обозначает ойратов в большинстве тюркских языков, носители которых сталкивались с ойратами. Для различия калмаков иссык-кульских и волжских, оперируют понятиями «сарт-калмак» и «кара-калмак». У калмыков существуют понятия «хотон-халимаг» и «хара-халимаг», где хара-халимаг — европейские калмыки. В Калмыкии помимо этнонима «сарт-калмак» существует термин «харголын халимаг».

## История
Сарт-калмыки являются одним из так называемых монгольских народов и говорят на ойратском языке. В XVII веке часть ойратов, до этого проживавшая в Джунгарии переселилась на европейские территории, которые впоследствии ужались до размеров современной республики Калмыкия. Небольшие группы калмыков и других монголоязычных народов продолжали сохраняться в отрыве от основного монгольского ареала на территории Восточного Туркестана до начала уйгуро-дунганского восстания, направленного против китайских агрессоров. После поражения восстания в 1881 году и возврата Илийского района от России обратно Китаю желающие переселиться уйгуры (свыше 10 тыс. чел), дунгане (около 5 тыс.), а также несколько десятков калмыцких семей переехали на территорию Российской империи, на земли нынешних Казахстана и Кыргызстана.
По происхождению сарт-калмыки являются потомками западномонгольского племени олётов, переселившимися после подавления Дунганского восстания в Китае на территорию Российской империи, часть осталась ещё со времён Джунгарского ханства.
В результате долгого проживания в среде киргизов начался процесс инкорпорации их в состав киргизского народа, приведший к тому, что киргизы считают их одним из своих родов. На сегодняшний день подавляющая часть из них идентифицируют себя киргизами. Однако есть и те, кто продолжает сохранять свое этническое самосознание, считая себя частью калмыцкого народа. По вероисповеданию сарт-калмыки являются мусульманами.

## Язык
Калмаки ранее говорили на говоре ойратского языка, но в данное время практически все говорят на русском и киргизском. В настоящее время родным языком владеют только люди старшего возраста. Именно старики, испытывая тоску по утраченным традициям, предпочитают общаться между собой на калмакском языке. Нередко он используется как «тайный» язык, если собеседники желают оставить информацию при себе либо обсудить проблему в своем кругу.
В среде молодёжи знающих калмакский язык нет, но есть желающие его изучать. Старшее поколение вину за незнание молодыми родного языка возлагает на себя — в калмакских семьях прервалась традиция общения на нём в послевоенные годы, и этому были объективные причины. В годы Великой Отечественной войны в связи с депортацией российских калмыков в Сибирь принадлежность сарт-калмаков к ойратской общности и, следовательно, их генетическое родство с калмыками привлекло внимание спецслужб и властей. Сарт-калмаки были вынуждены скрывать свою этническую принадлежность, указывая в паспортах национальность «киргиз», отказываясь от родного языка даже в кругу семьи.
Особенности ойратской речи способствовали вырабатыванию особого сарт-калмакского акцента в киргизском говоре, и этот акцент присутствует даже в речи молодых сарт-калмаков, никогда не говоривших на ойратском языке и не слышавших, как он звучит. Складывается интересная ситуация — ойратский язык не даёт забыть о себе, так своеобразно проявляясь в речи уже второго поколения, не владеющего калмакским языком.
В киргизском обществе преимущественно все сарт-калмаки хорошо владеют русским языком. Прекрасное знание русского языка облегчает получение высшего образования, способствует успешному служебному росту. Это стало фактором, способствующим большей мобильности калмакского народа, для них освоение российского пространства проходит менее болезненно, чем для киргизов или других национальных меньшинств Кыргызстана, таких как дунгане или уйгуры, которые практически не выезжают в Россию.

## Расселение
С XIX века сарт-калмыки компактно проживают на востоке Иссык-Кульской области, где сосредоточены 91,2 % сарт-калмыков Кыргызстана, в городе Каракол и соседнем Ак-Суйском районе. В последние десятилетия, некоторое их количество, в основном молодёжь в поисках более высокого уровня жизни, переселилось в Чуйскую область и город Бишкек. Традиционное занятие сарт-калмыков — скотоводство и земледелие.
Сарт-калмаки компактно расселены в четырёх сёлах Челпек, Бурма-Суу, Таш-Кыя и Бёрю-Баш в Ак-Суйском районе Иссык-Кульской области. Первые три образуют одну административную единицу Челпек. Бёрю-Баш вместе с небольшим селом Черик образуют Бёрю-Башскую административную единицу. Они находятся в непосредственной близости от областного центра — г. Каракол. Челпек и Таш-Кыя сливаются с Караколом на юго-западе и юге, Бёрю-Баш — на северо-западе. Сельскохозяйственные угодья Челпека и Бёрю-Баша соединяются к западу от Каракола.
Кроме Ак-Суйского района калмаки проживают и в других частях Кыргызстана. В Иссык-Кульской области ойратским по этническому составу являются жители ещё трёх сёл — Черик, Кереге-Таш и Сарыкамыш.

## Родовой состав
Сарт-калмаки Кыргызстана являются представителями ойратского племени олёт (өөлд). Д. Федоров описывая олётов Илийского края выделил в их составе ветви: цзурган-сумуны (зурган-сумуны, шестисумунные), арбан-сумуны (десятисумунные), дурбун-сумуны (четырехсумунные).
В настоящее время среди сарт-калмаков существуют следующие этнические подразделения, по-калмыцки ясун, по-киргизски уруу: байын-бахы (баян-баха), хар-батор, шонкур, солто, жедигер, монкуш, худан (ходон), керем, сарыпалды (сарыбалды), каракоз, куйкун уулу (кюйукюйунун), орбендик (орвондик), жарын орку, чаган, моолмамед (монголмамед), жыл-мамед, чимид (чумот), бежиншарып (бейжиншарып), чирик (черик), монголдор, таван-талха, таван-хар.